# MLB All-Star Game 2007
MLB All-Star Game 2007 – 78. Mecz Gwiazd ligi MLB, który odbył się 10 lipca 2007 roku na stadionie PNC Park w Pittsburghu. Spotkanie obejrzało 43 965 widzów.
Najbardziej wartościowym zawodnikiem został wybrany Ichiro Suzuki ze Seattle Mariners, który zaliczył trzy odbicia, w tym dwupunktowego, pierwszego w historii All-Star Game inside-the-park home runa i dwa single.

## Wyjściowe składy
| American League | American League   | American League | American League | National League | National League | National League | National League |
| #               | Zawodnik          | Klub            | Pozycja         | #               | Zawodnik        | Klub            | Pozycja         |
| --------------- | ----------------- | --------------- | --------------- | --------------- | --------------- | --------------- | --------------- |
| 1               | Ichiro Suzuki     | Mariners        | CF              | 1               | José Reyes      | Mets            | SS              |
| 2               | Derek Jeter       | Yankees         | SS              | 2               | Barry Bonds     | Giants          | RF              |
| 3               | David Ortiz       | Red Sox         | 1B              | 3               | Carlos Beltrán  | Mets            | CF              |
| 4               | Alex Rodriguez    | Yankees         | 3B              | 4               | Ken Griffey Jr. | Reds            | CF              |
| 5               | Vladimir Guerrero | Angels          | RF              | 5               | David Wright    | Mets            | 3B              |
| 6               | Magglio Ordóñez   | Tigers          | LF              | 6               | Prince Fielder  | Brewers         | 1B              |
| 7               | Iván Rodríguez    | Tigers          | C               | 7               | Russell Martin  | Dodgers         | C               |
| 8               | Plácido Polanco   | Tigers          | 2B              | 8               | Chase Utley     | Phillies        | 2B              |
| 9               | Dan Haren         | Athletics       | P               | 9               | Jake Peavy      | Padres          | P               |

| American League | 0 | 0 | 0 | 0 | 2 | 1 | 0 | 2 | 0 | 5 | 10 | 0 |
| National League | 1 | 0 | 0 | 0 | 0 | 1 | 0 | 0 | 2 | 4 | 9  | 1 |

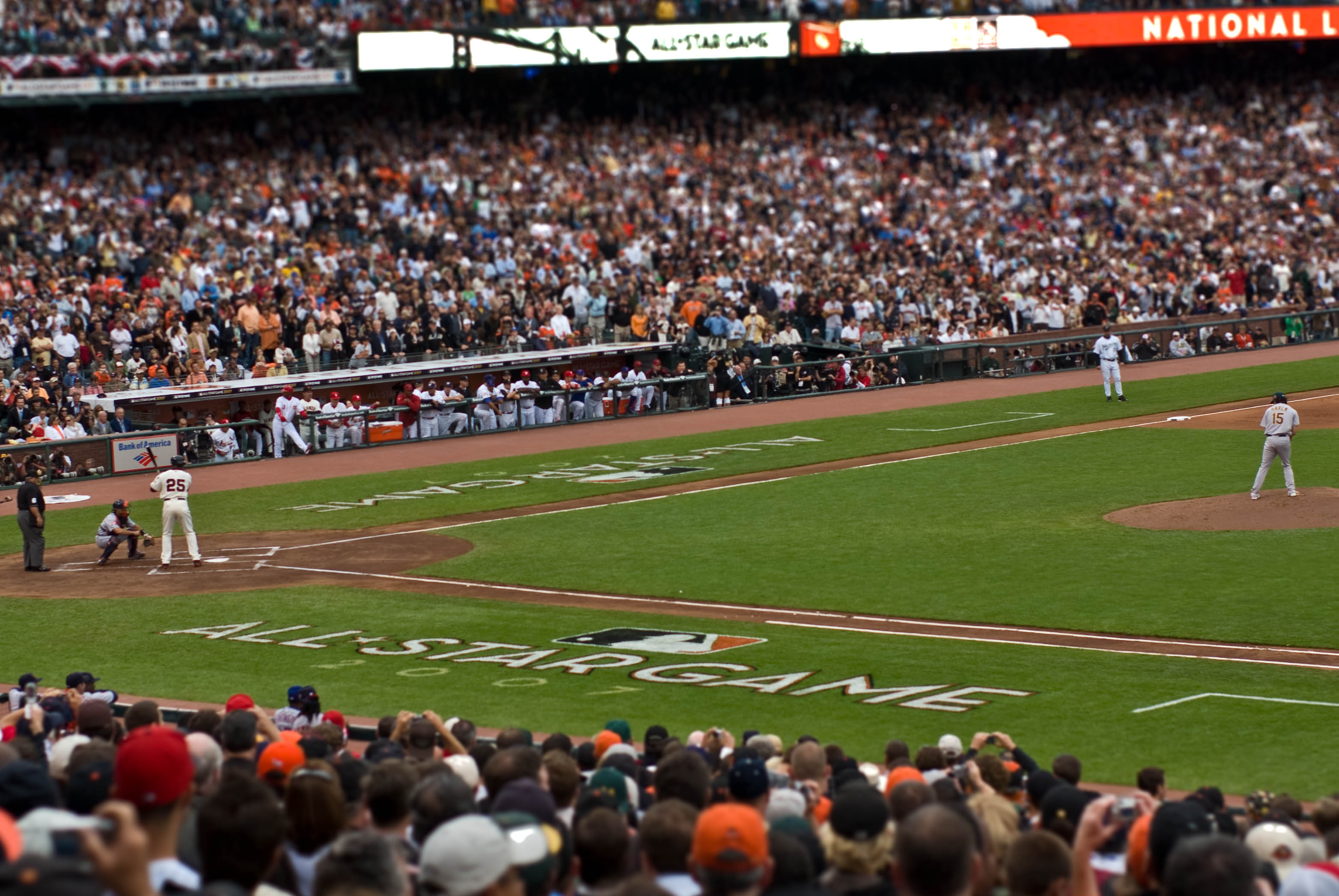
Barry Bonds na pałce, Dan Haren na górce.

| WP: Josh Beckett LP: Chris Young (1) HR: AL: Ichiro Suzuki (1), Carl Crawford (1), Víctor Martínez (1) NL: Alfonso Soriano (1) |   |   |   |   |   |   |   |   |   |   |    |   |

## Składy
| Miotacze - Francisco Cordero (1) - Brian Fuentes (3) - Cole Hamels (1) - Trevor Hoffman (6) - Roy Oswalt (3) - Jake Peavy (2) - Brad Penny (2) - Takashi Saito (1) - Ben Sheets (3) - John Smoltz (8) - José Valverde (1) - Billy Wagner (4) - Brandon Webb (2) - Chris Young (1) Łapacze - Russell Martin (4) - Brian McCann (2) |  | Wewnątrzpolowi - Miguel Cabrera (4) - Prince Fielder (1) - J.J. Hardy (1) - Orlando Hudson (1) - Derrek Lee (2) - Albert Pujols (6) - José Reyes (2) - Freddy Sanchez (2) - Chase Utley (2) - David Wright (2) - Dmitri Young (2) Zapolowi - Carlos Beltrán (4) - Barry Bonds (14) - Ken Griffey Jr. (13) - Matt Holliday (2) - Carlos Lee (3) - Aaron Rowand (1) - Alfonso Soriano (6) |  | Menadżer - Tony La Russa Trenerzy - Bruce Bochy - Fredi González - Willie Randolph Honorowy Kapitan - Willie Mays |

| Miotacze - Josh Beckett (1) - Dan Haren (1) - Bobby Jenks (2) - John Lackey (1) - Gil Meche (1) - Hideki Okajima (1) - Jonathan Papelbon (2) - J.J. Putz (1) - Francisco Rodríguez (2) - CC Sabathia (3) - Johan Santana (3) - Justin Verlander (1) Łapacze - Víctor Martínez (2) - Jorge Posada (5) - Iván Rodríguez (14) |  | Wewnątrzpolowi - Carlos Guillén (2) - Derek Jeter (8) - Mike Lowell (4) - Justin Morneau (1) - David Ortiz (4) - Plácido Polanco (1) - Brian Roberts (2) - Alex Rodriguez (11) - Michael Young (4) Zapolowi - Carl Crawford (2) - Vladimir Guerrero (8) - Torii Hunter (2) - Magglio Ordóñez (6) - Manny Ramírez (7) - Alex Ríos (2) - Grady Sizemore (2) - Ichiro Suzuki (7) |  | Menadżer - Jim Leyland Trenerzy - Ron Gardenhire - Ron Washington Honorowy kapitan - Al Kaline |

- W nawiasie podano liczbę powołań do All-Star Game.

## Home Run Derby

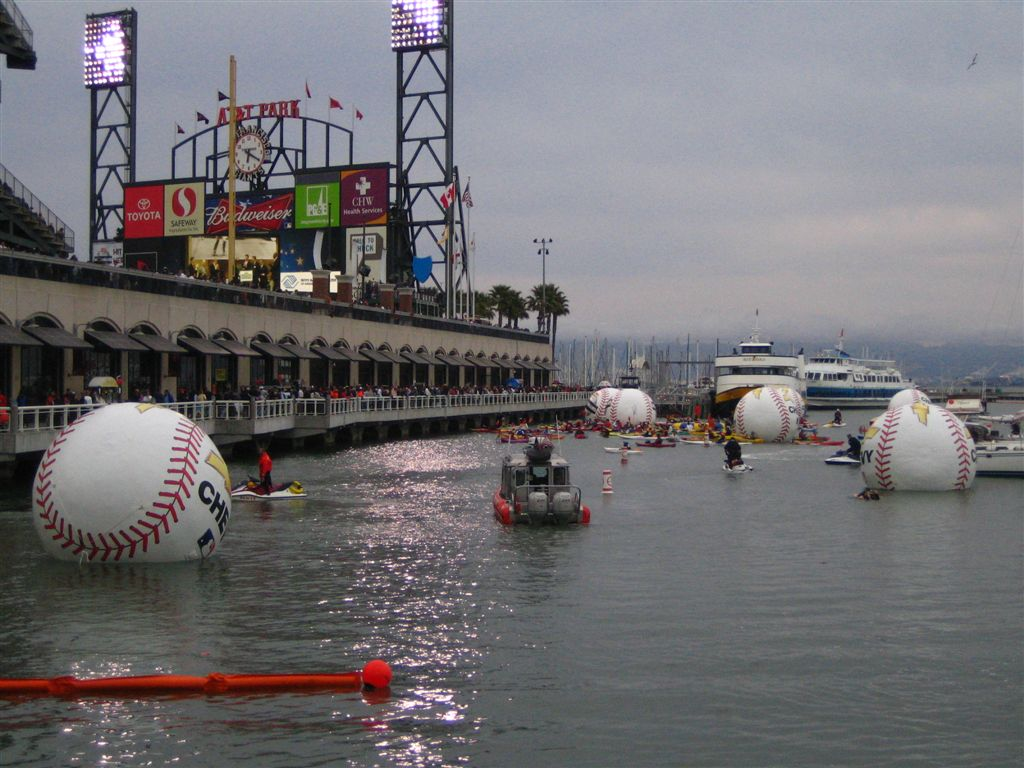
At&T Park podczas Meczu Gwiazd z Zatoki San Francisco.

| AT&T Park, San Francisco – AL 42, NL 32 | AT&T Park, San Francisco – AL 42, NL 32 | AT&T Park, San Francisco – AL 42, NL 32 | AT&T Park, San Francisco – AL 42, NL 32 | AT&T Park, San Francisco – AL 42, NL 32 | AT&T Park, San Francisco – AL 42, NL 32 | AT&T Park, San Francisco – AL 42, NL 32 |
| Zawodnik                                | Klub                                    | Runda 1                                 | Półfinały                               | Suma                                    | Finały                                  | Suma                                    |
| --------------------------------------- | --------------------------------------- | --------------------------------------- | --------------------------------------- | --------------------------------------- | --------------------------------------- | --------------------------------------- |
| Vladimir Guerrero                       | Angels                                  | 5                                       | 9                                       | 14                                      | 3                                       | 17                                      |
| Alex Ríos                               | Blue Jays                               | 5                                       | 12                                      | 17                                      | 2                                       | 19                                      |
| Matt Holliday                           | Rockies                                 | 5                                       | 8                                       | 13                                      | –                                       | 13                                      |
| Albert Pujols                           | Cardinals                               | 4                                       | 9                                       | 13                                      | –                                       | 13                                      |
| Justin Morneau                          | Twins                                   | 4                                       | –                                       | 4                                       | –                                       | 4                                       |
| Prince Fielder                          | Brewers                                 | 3                                       | –                                       | 3                                       | –                                       | 3                                       |
| Ryan Howard                             | Phillies                                | 3                                       | –                                       | 3                                       | –                                       | 3                                       |
| Magglio Ordóñez                         | Tigers                                  | 2                                       | –                                       | 2                                       | –                                       | 2                                       |